# Toyota Corolla Spacio
Toyota Corolla Spacio — компактвэн Toyota, выпускавшийся в 1997—2007 годах.

## Разработка
Маркетинговые подразделения компании Тойота пришли к выводу, что существует ниша потребителей, мечтающих приобрести минивэн, однако отказывающихся от покупки из-за высокой стоимости или из-за того, что полноценный минивэн обладает большими размерами, что не всегда удобно при каждодневной эксплуатации. Для таких покупателей была разработана модификация Спасио (от английского слова space — пространство) на базе обычной Toyota Corolla.

## Концепция

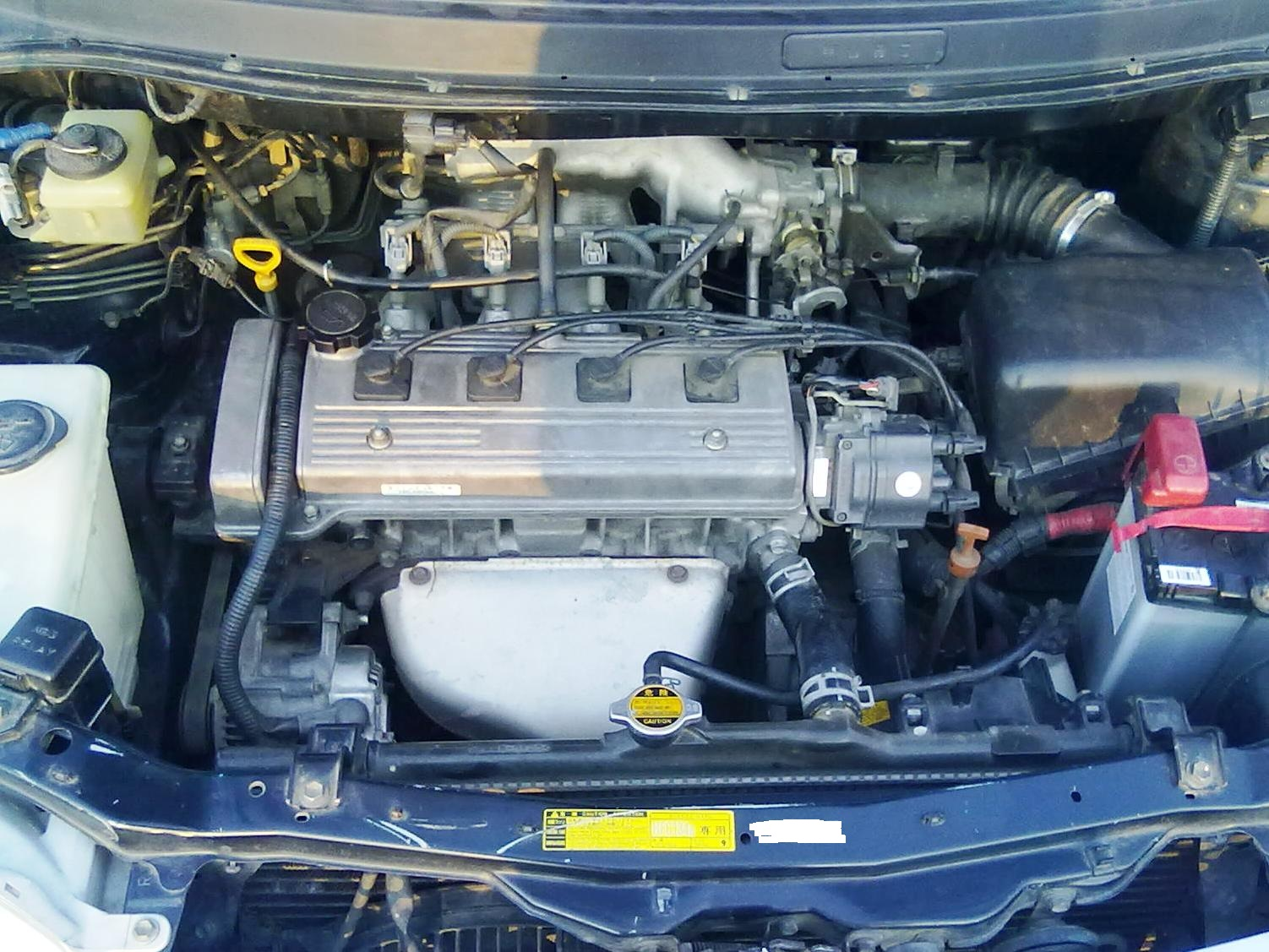
Моторный отсек с двигателем 4A-FE

В базовой версии Corolla Spacio — пятидверный семейный городской минивэн с тремя рядами сидений, причём средние съёмные дополнительные сидения рассчитаны только на перевозку двух детей. Большое внимание уделено именно семейной эксплуатации, в том числе водителем-женщиной, а именно: автомобиль комплектуется исключительно автоматической коробкой передач, антиблокировочной системой тормозов и системой контроля за давлением воздуха в колёсах. На приборной доске нет ни одного шкального прибора — установлен электронный дисплей с буквенно-цифровой и мнемонической индикацией. Посадка водителя и пассажиров достаточно высокая, что при большом остеклении кузова обеспечивает превосходный внешний обзор. Большие зеркала заднего вида. Переднее пассажирское сиденье может поворачиваться на 180 градусов назад (к детям). Детские сидения могут трансформироваться в обеденный стол. В салоне имеется много различных полочек и приспособлений, в том числе встроенные подстаканники, дополнительное освещение салона, розетки и много других полезных мелочей. Применяется электропривод стеклоподъёмников, верхнего люка (при наличии), регулировка зеркал, центральный замок, две подушки безопасности с автоматическими натяжителями ремней. Опционально может устанавливаться видеокамера заднего хода и противотуманные фары.
Отличительной особенностью Corolla Spacio первого поколения является установка заднего ряда сидений на своеобразном «подиуме». При снятом среднем ряде сидений пассажирам обеспечено огромное жизненное пространство. Дополнительное место позволяет брать сумки (груз) с собой в салон.

## Первое поколение

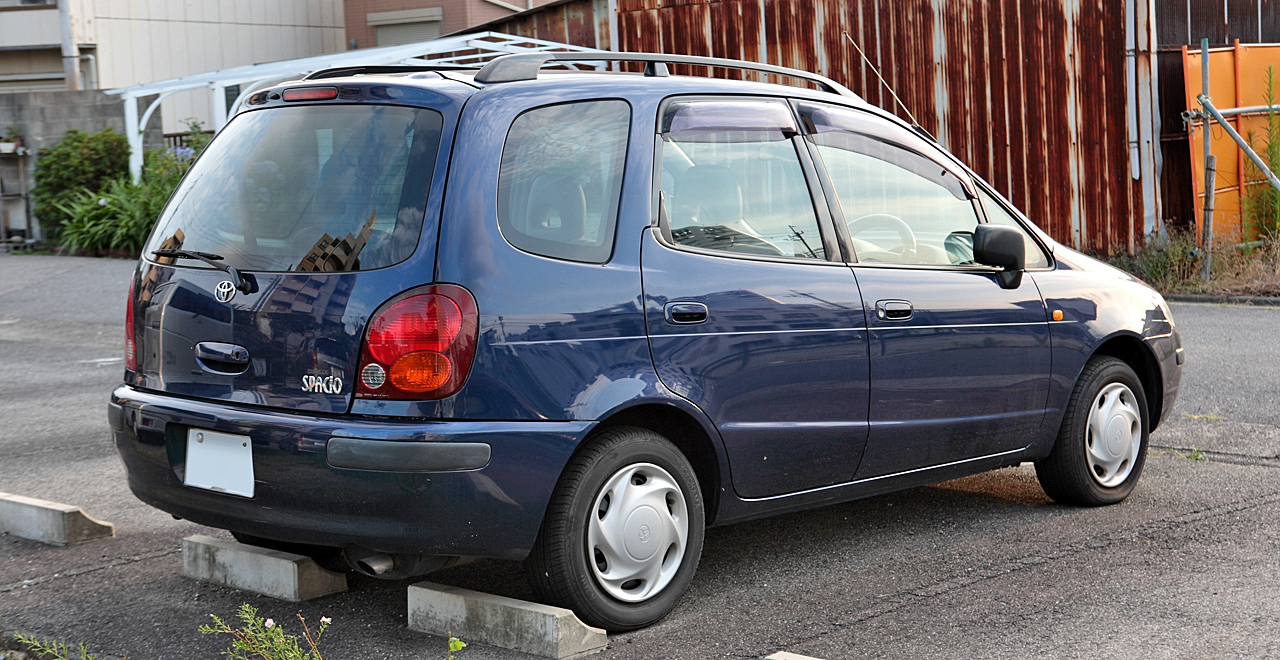
Toyota Corolla Spacio, вид сзади-справа

Первое поколение (Е11) существовало только с правым рулём и выпускалось исключительно для рынка Японии. Corolla Spacio комплектовалась четырёхцилиндровыми рядными инжекторными двигателями объёмом 1.6 и 1.8 литра («4А-FE» и «7А-FE» соответственно) с полностью электронным (цифровым) управлением, причём 1.8-литровый двигатель устанавливался только на полноприводные модификации. Кузов разработан на базе восьмого поколения Toyota Corolla — АЕ111 для переднеприводных и АЕ115 — для полноприводных моделей.
Из особенностей конструкционных решений Spacio можно, например, отметить наличие в ходовой части заднего стабилизатора поперечной устойчивости.
Из недостатков модели отечественные пользователи отмечают посредственную шумоизоляцию салона, недостаточную производительность отопителя/кондиционера, малый дорожный просвет в сочетании с мягкой подвеской, и явную слабость двигателя 4А, что при загрузке салона вызывает существенное увеличение расхода топлива — расчетная грузоподъёмность автомобиля всего 260 кг, то есть трое взрослых (по 80 кг) и один малолетний ребёнок (20 кг) .

## Рестайлинг и второе поколение
В апреле 1999 года произошёл небольшой рестайлинг модели, а в 2001 году кузов полностью сменили новым (Е12) — наряду с улучшениями дизайна была убрана приподнятая площадка под задним диваном, электронный дисплей заменён на электромеханические шкальные указатели. Произошла смена двигателей, теперь они все оснащались системой VVT-i. Базовый силовой агрегат 1NZ-FE имеет мощность 109-110 л.с. при объёме 1,5 литра; а двигатель 1ZZ-FE объёмом 1,8 литра — 125-136 л.с. Стоит заметить, что это поколение машин выпускалось не только с правым рулём, но и с левым — преимущественно для рынка США и именовалось Corolla Verso. В 2004 году вышло новое поколение Corolla Verso. Toyota прекратила выпуск Corolla Spacio в 2005 году, производство Verso прекратилось в 2009 г.
По версии журнала Auto Bild, публикующим ежегодные рейтинги надёжности автомобилей в ФРГ AUTO BILD TÜV-Report, Toyota Corolla Verso стала самой надёжной среди легковых автомобилей в возрасте от 2 до 3 лет в 2008 году.